# Liechtenstein az 1992. évi nyári olimpiai játékokon
Liechtenstein a spanyolországi Barcelonában megrendezett 1992. évi nyári olimpiai játékok egyik részt vevő nemzete volt. Az országot az olimpián 4 sportágban 7 sportoló képviselte, akik érmet nem szereztek.

## Atlétika
Férfi
| Versenyző    | Versenyszám | Eredmény | Helyezés |
| ------------ | ----------- | -------- | -------- |
| Roland Wille | Maraton     | 2:31:32  | 68.      |

Női
| Versenyző      | Versenyszám | 100 m gát | 100 m gát | Magasugrás | Magasugrás | Súlylökés | Súlylökés | 200 m | 200 m | Távolugrás | Távolugrás | Gerelyhajítás | Gerelyhajítás | 800 m   | 800 m | Végeredmény | Végeredmény |
| Versenyző      | Versenyszám | Idő       | Pont      | Eredmény   | Pont       | Eredmény  | Pont      | Idő   | Pont  | Eredmény   | Pont       | Eredmény      | Pont          | Idő     | Pont  | Pont        | Helyezés    |
| -------------- | ----------- | --------- | --------- | ---------- | ---------- | --------- | --------- | ----- | ----- | ---------- | ---------- | ------------- | ------------- | ------- | ----- | ----------- | ----------- |
| Manuela Marxer | Hétpróba    | 13,94     | 987       | 167 cm     | 818        | 12,40 m   | 688       | 24,43 | 940   | 574 cm     | 771        | 41,08 m       | 688           | 2:17,53 | 857   | 5749        | 24.         |

## Cselgáncs
Férfi
| Versenyző      | Versenyszám | Selejtező                     | 32-es főtábla     | Nyolcaddöntő      | Negyeddöntő       | Elődöntő          | Vigaszág első kör | Vigaszág nyolcaddöntő | Vigaszág negyeddöntő | Vigaszág elődöntő | Bronz- mérkőzés   | Döntő             | Helyezés |
| Versenyző      | Versenyszám | Ellenfél Eredmény             | Ellenfél Eredmény | Ellenfél Eredmény | Ellenfél Eredmény | Ellenfél Eredmény | Ellenfél Eredmény | Ellenfél Eredmény     | Ellenfél Eredmény    | Ellenfél Eredmény | Ellenfél Eredmény | Ellenfél Eredmény | Helyezés |
| -------------- | ----------- | ----------------------------- | ----------------- | ----------------- | ----------------- | ----------------- | ----------------- | --------------------- | -------------------- | ----------------- | ----------------- | ----------------- | -------- |
| Walther Kaiser | Harmatsúly  | Jimmy Pedro (USA) · 0000-1000 | kiesett           | kiesett           | kiesett           | kiesett           |                   |                       |                      |                   |                   |                   | 36.      |

Női
| Versenyző   | Versenyszám | Selejtező                      | Nyolcaddöntő                           | Negyeddöntő       | Elődöntő          | Vigaszág nyolcaddöntő | Vigaszág negyeddöntő | Vigaszág elődöntő | Bronz- mérkőzés   | Döntő             | Helyezés |
| Versenyző   | Versenyszám | Ellenfél Eredmény              | Ellenfél Eredmény                      | Ellenfél Eredmény | Ellenfél Eredmény | Ellenfél Eredmény     | Ellenfél Eredmény    | Ellenfél Eredmény | Ellenfél Eredmény | Ellenfél Eredmény | Helyezés |
| ----------- | ----------- | ------------------------------ | -------------------------------------- | ----------------- | ----------------- | --------------------- | -------------------- | ----------------- | ----------------- | ----------------- | -------- |
| Birgit Blum | Váltósúly   | Lynn Roethke (USA) · 0001-0000 | Miroslava Jánošíková (TCH) · 0000-0001 | kiesett           | kiesett           |                       |                      |                   |                   |                   | 16.      |

## Kerékpározás

### Országúti kerékpározás
Női
| Versenyző     | Versenyszám   | Idő             | Helyezés |
| ------------- | ------------- | --------------- | -------- |
| Yvonne Elkuch | Mezőnyverseny | 2:21:32(+16:50) | 47.      |

### Pálya-kerékpározás
Üldözőversenyek
| Versenyző    | Versenyszám                | Selejtező | Selejtező | Negyeddöntő  | Negyeddöntő | Negyeddöntő | Elődöntő     | Elődöntő  | Elődöntő | Döntő        | Döntő     | Helyezés |
| Versenyző    | Versenyszám                | Idő       | Hely.     | Ellenfél Idő | Saját idő   | Hely.       | Ellenfél Idő | Saját idő | Hely.    | Ellenfél Idő | Saját idő | Helyezés |
| ------------ | -------------------------- | --------- | --------- | ------------ | ----------- | ----------- | ------------ | --------- | -------- | ------------ | --------- | -------- |
| Patrick Matt | Férfi egyéni üldözőverseny | 4:46,982  | 19.       | kiesett      | kiesett     | kiesett     | kiesett      | kiesett   | kiesett  | kiesett      | kiesett   | 19.      |

Pontversenyek
| Versenyző    | Versenyszám       | Selejtező | Selejtező | Selejtező | Selejtező | Döntő     | Döntő | Helyezés |
| Versenyző    | Versenyszám       | Csoport   | lekörözés | Pont      | Hely.     | lekörözés | Pont  | Helyezés |
| ------------ | ----------------- | --------- | --------- | --------- | --------- | --------- | ----- | -------- |
| Patrick Matt | Férfi pontverseny | B         | -         | 3         | 3.        | -         | 5     | 17.      |

## Sportlövészet
Férfi
| Versenyző     | Versenyszám | Selejtező | Selejtező | Döntő   | Döntő    |
| Versenyző     | Versenyszám | Pont      | Helyezés  | Pont    | Helyezés |
| ------------- | ----------- | --------- | --------- | ------- | -------- |
| Josef Brendle | Légpuska    | 576       | 39.*      | kiesett | kiesett  |

* - egy másik versenyzővel azonos eredményt ért el